# Vattenkraft i Sverige

Produktion av elektrisk energi med hjälp av vattenkraft i Sverige från 1913 i förhållande till produktionen från andra energikällor

Vattenkraft står för knappt hälften av produktionen av elektricitet i Sverige. De mest kraftproducerande älvarna är Luleälven i Norrbotten, samt Indalsälven i Jämtland och Medelpad. De största svenska vattenkraftverken finns i övre Norrland. De så kallade nationalälvarna, Kalix älv, Torne älv, Piteälven och Vindelälven, liksom en rad andra älvsträckor och åar, är genom riksdagsbeslut skyddade från vidare utbyggnad. I Piteälven finns dock ett kraftverk, Sikfors, och ett par regleringsmagasin, och Vindelälven flyter ihop med Umeälven strax uppströms om Stornorrfors kraftverk.

## Användning
I cirka 85 % av Sveriges vattendrag har vattnets kraft historiskt nyttjats på något vis, här har fallhöjder använts till exempelvis kvarnar, sågverk, smedjor och järnbruk. De första fördämningarna gjordes för mer än 1000 år sedan. Några av dessa anläggningar är i nutid utvecklade för energiproduktion. I nutid finns cirka 1 800 vattenkraftverk i Sverige, där man producerar elenergi Av dem är drygt 200 större, med definitionen att de har en effekt på 10 megawatt eller mer. Den svenska vattenkraften producerar mellan 50 och 75 TWh per år beroende på vattentillgång, på ett normalår produceras ungefär 65 TWh.
I det nordiska elsystemet, vilket innefattar Sverige, Norge, Finland och Själland, produceras årligen en bit över 200 TWh vattenkraft. Majoriteten av detta är i Norge. Vattenkraften står för mer än hälften av all elproduktion i det nordiska elsystemet. Eftersom en stor del av denna vattenkraft är reglerbar innebär det att man på ett enkelt och billigt sätt kan installera en stor mängd intermittent elproduktion, som vindkraft, utan att få problem med stabiliteten i elnätet eller att behöva strypa produktionen från de intermittenta källorna. Eftersom det är vattenkraften som står för regleringen varierar vattenkraftproduktionen kraftigt över dagen, veckan och året. I Sverige varierar vattenkraftproduktionen normalt mellan 2 och 12 GW. Det som styr den aktuella produktionen är bland annat konsumtionen, elpriset, vindkraftproduktionen, möjligheten att importera/exportera samt vattensituationen. Vindkraftproduktionen varierar med vinden och var under 2018/2019 som mest cirka 6 GW, och mer än 0,9 GW under 90 procent av tiden.

## Utbyggnaden

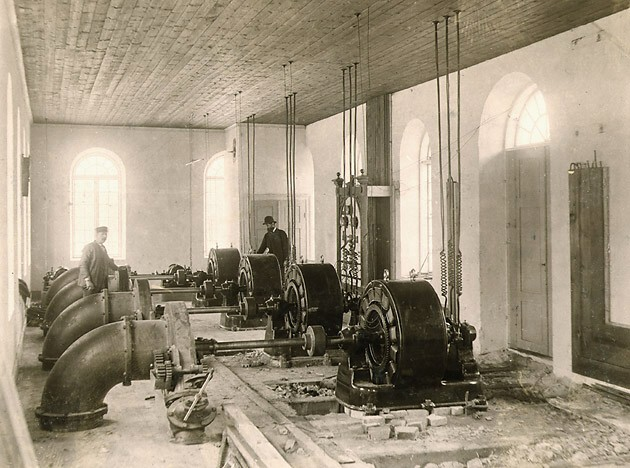
Generatorhallen i Hellsjöns kraftstation 1893.

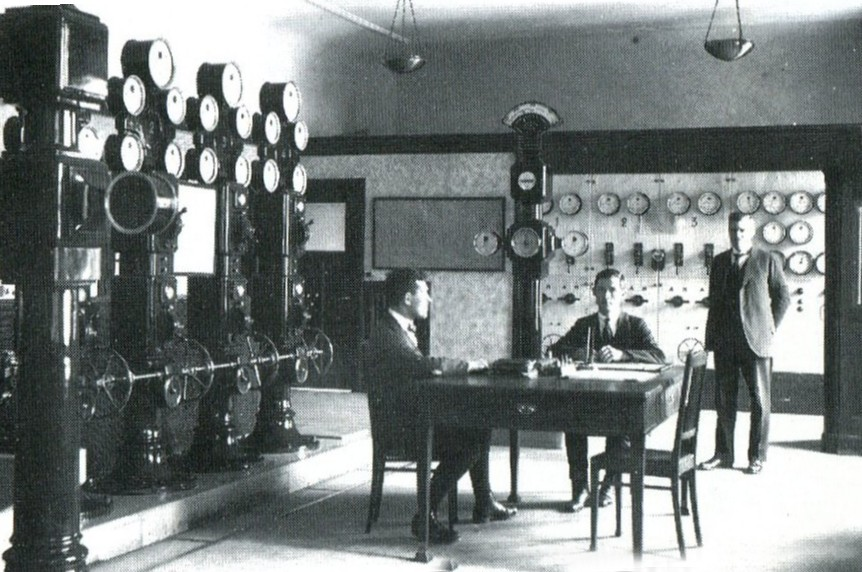
Untraverkets manöverrum 1921.

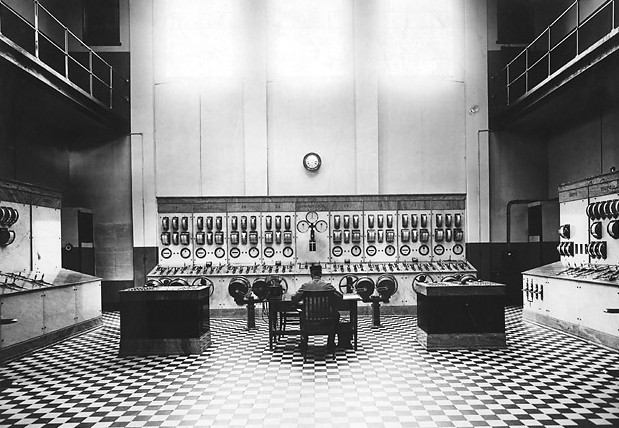
Kontrollrummet i Olidans kraftverk, 1940-tal.

Det första vattenkraftverket konstruerades 1879 vid Niagarafallen i USA. År 1882 byggdes det första vattenkraftverket i Sverige vid Viskan i Rydal. Det var dock först efter att utvecklingen av Jonas Wenströms trefassystem 1890 möjliggjorde kraftöverföring längre sträckor som en mer storskalig utbyggnad kom till stånd.
Mellan 1900 och 1950 anlades ett stort antal vattenkraftverk i Sverige, till en början längs sydsvenska älvar och senare i Norrland, bland dem kan nämnas Jonsereds kraftverk (invigd 1901), Ebbes kraftstation (invigd 1906), Gullspångsverket (invigd 1908) och Olidans kraftverk (invigd 1910) i Göta älv. Olidans kraftverk, även kallad Trollhättans kraftstation, var på sin tid "Sveriges nationalkraftverk". Den första etappen omfattade 4 aggregat om ca 40 MW, de sista aggregaten färdigställdes 1919. Det fanns till och med planer att försörja Berlin och Hamburg med elenergi från Olidans kraftverk.

### Utbyggnaden 1900–1945
Flera stora vattenkraftverk byggdes i statens regi. Kungliga Vattenfallsstyrelsen, sedermera Vattenfall, bildades 1909 ur Trollhätte kanal- och vattenverk i samband med bygget av Olideverket i Trollhättan. 
Statens Järnvägar insåg tidigt att eldrift för tåg hade framtiden för sig och ville bygga egna vattenkraftverk i bland annat Torne älv för att elektrifiera malmbanan. Det blev strid med nybildade statliga Vattenfall som ansåg att ett kraftverk i Porjus kunde klara av både SJ:s behov och försörja Norrland med elström. Med en vision om att stimulera den industriella utvecklingen i Norrland så påbörjades bygget av det överdimensionerade Porjus kraftverk år 1910. Bygget startade under stora strapatser i väglöst land. Innan den provisoriska järnvägen hade byggts från Gällivare så fick allt material och förnödenheter bäras de fem milen upp till arbetsplatsen. Bostadssituationen för arbetsstyrkan på cirka 800 man var även den primitiv med boende i enkla baracker. Stationens moderna tekniska utformning med maskinsalen nedsprängd i berget och långa bergtunnlar som vattenvägar väckte internationellt intresse. Stationen invigdes 1915.
Under första världskriget byggdes Porjus kraftverk (invigt 1915), Älvkarleby kraftverk (invigt 1915) och Untraverket (invigt 1918). Därefter tillkom bland annat Lilla Edets kraftverk (invigd 1926) och Hammarforsens kraftverk (invigt 1928). En del av dessa kraftverk försörjde den växande massa- och pappersindustrin med billig energi. Krångede kraftverk (invigt 1936) ledde till den första överföringen av elkraft från Norrland till Mellansverige. Anläggningen är landets största vattenkraftverk som uppförts i enskild regi. 

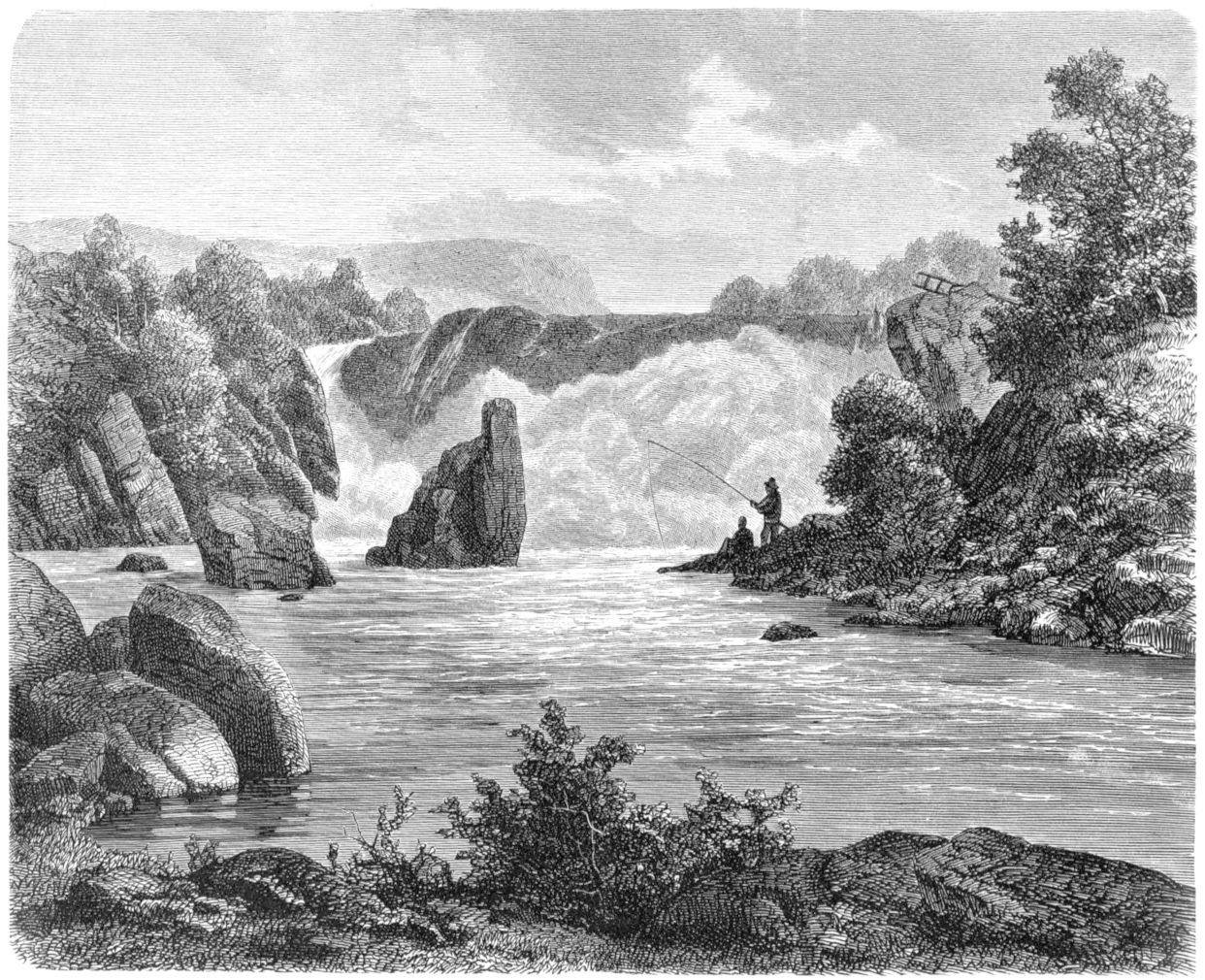
Vattenfallet vid Karseforsen på 1860-talet före dammbyggnaden.
Xylografi ur bildverket Nordiska taflor från 1865.

Kraftverket vid Lilla Edet i Göta älv började byggas ut 1918 för att möjliggöra en elektrifiering av västra stambanan mellan Göteborg och Stockholm. Under första världskriget hade efterfrågan på elkraft ökat starkt, men efter kriget minskade efterfrågan och byggnadsarbetet i Lilla Edet drog ner på takten. För att kunna utnyttja fallets låga fallhöjd på 7,3 meter men höga flöde utan de stora antalet små turbiner som skulle krävas om man använde Francisturbiner, beslutade man sig för installera den nya och oprövade Kaplanturbinen i ett av verkets tre aggregat. När kraftverket var färdigt 1926 visade sig Kaplanturbinen vara en framgång då den kombinerade hög verkningsgrad, reglerbarhet över ett stort flödesområde och detta vid tämligen låga fallhöjder.
I södra Sverige byggdes 1928–30 kraftverket Karseforsen i Lagan, 5 kilometer öster om Laholm. Forsen var tidigare 23,5 meter hög på en 2 500 meter sträcka, men stort djup i forsens fåra. Fallet ägdes av staten, men arrenderades från 1927 av Sydsvenska Kraftaktiebolaget, som byggde kraftverket. Det var då det fjärde största i Sverige och fick genom indämning av mindre forsar hela 26 meters fallhöjd. 
Utbyggnaden av Hölleforsen i Indalsälven påbörjades 1945. Under projekteringen kom man fram till att ytterligare tio meters fallhöjd kunde utnyttjas om en omfattande sänkning gjordes av älvfåran nedströms dammen. Då detta arbetet krävde att man förflyttade mycket stora mängder massor, införskaffade Vattenfall 1947 den första stora släpgrävmaskinen av typen Marion 7400, senare inköptes ytterligare tre av dessa maskiner. Maskinen grävde ut 2 miljoner kubikmeter massor ur den sex kilometer långa utloppskanalen. Med detta bygge skulle vägen ligga öppen för att utnyttja mer fallhöjd genom långa utgrävda kanaler både uppströms och nedströms kraftverken.

### Harsprånget
1945 återupptogs bygget av Harspångets kraftverk i Stora Lule älv efter att bygget lades i malpåse 1923 som en följd av lågkonjunkturen efter första världskriget. Under byggnadstiden 1945-1952 uppfördes ett provisoriskt samhälle för att inhysa delar av arbetsstyrkan, som mest kom att bestå av 1 100 man. I Harsprångets samhälle fanns sjukstuga, två skolor, två affärer, brandstation, badhus, restaurant, matsal för 600 personer och en kyrka, som mest bodde 2 000 personer i samhället. Denna typ av mer organiserade provisoriska samhällen kom sedan att bli vanliga under den fortsatta utbyggnaden av större och mer avlägsna kraftstationer under 50-talet och 60-talet. 1952 invigdes kraftverket med 3 turbiner med en kombinerad effekt på 330 MW. Efter en utbyggnad med två turbiner mellan 1974 och 1983 ökades effekten till 977 MW vilket gjorde kraftverket till Sveriges största vattenkraftverk. Turbin 5 som togs i drift 1980 har med sina 450 MW ensam en effekt som är större än det ursprungliga kraftverket. Årsproduktionen är ca 2 TWh ett normalår, vilket motsvarar ca 1,5 % av Sveriges elproduktion.

### Fler kraftverk i övre Norrland
För att möta den befarade elbristen under början på 1960-talet forcerades bygget av Stalons kraftstation i Kultsjöån ett av Ångermanälvens källflöden, arbetena startade 1958 och redan den 2 september 1961 fasades stationens enda aggregat på 130 MW in på elnätet, enligt de ursprungliga utbyggnadsplanerna skulle byggtiden vara sju år. Bygget dominerades av den 17,8 kilometer långa tilloppstunneln som sprängdes från båda ändar och från tre mellansänken för att klara av den aggressiva tidplanen.
Tekniken med stora schaktarbeten i vattenvägarna uppströms och nedströms kraftverken för att vinna mer fallhöjd kulminerade i bygget av Gallejaur kraftstation i Skellefteälven mellan 1960 och 1964. Två av Vattenfalls totalt fyra släpgrävmaskiner av typen Marion 7400 sattes in för att gräva landets största kraftstationskanal med 5 miljoner kubikmeter schaktning. Kanalen innebar att man reverserade en mindre bäck och ledde upp Skellefteälven genom denna kanal till magasinet i Gallejaurdammen för att på så sätt uppnå en fallhöjd på 80 meter men med kort tunnel.
Sommaren 1973 påbörjades bygget av Juktans kraftstation som kom att bli Sveriges största pumpkraftverk som togs i drift 1978. Från magasinet i sjön Storjuktan pumpades vatten under nätter och helger upp till Blaiksjön, vid produktion av elkraft tappas vattnet från Blaiksjön och leds via maskinstationen till Storuman genom en avloppstunnel, med en fallhöjd på 275 meter. För pumpning och elkraftgenerering användes en reversibel pumpturbin direktkopplad till en kombinerad generator och motor. Pumpkraftstationen var ovanlig genom att den utnyttjade tre olika vattenmagasin. Efter avregleringen av elmarknaden ansågs det inte längre lönsamt att driva kraftverket som pumpkraftverk så 1996 konverterades Juktan till ett vanligt kraftverk. Man sprängde då upp en ny tilloppstub för vattnet från Storjuktan. Vattnet rinner då från Storjuktan via turbinen och ut i Storuman med en fallhöjd på 85 meter. Då alla pumpfunktioner finns kvar så har 2011 lagts en riksdagsmotion om att återställa kraftverket till pumpkraftverk för att kunna öka tillgången på reglerkraft för att möjliggöra en fortsatt vindkraftsutbyggnad.

### Utbyggnaden avstannar
Innan kärnkraften började införas i Sverige på 1970-talet stod vattenkraften för nästan hela den totala elproduktionen i Sverige. Så sent som 1965 svarade vattenkraften för 95 procent av den producerade elenergin. Andelen som kom från vattenkraften sjönk i och med kärnkraftens utbyggnad. Vattenkraften hade en viktig andel i industrialiseringen av Sverige och ledde till att landet hade låga elpriser.
Under 1950-talet restes dock alltfler invändningar mot fortsatt utbyggnad av ännu orörda älvar. 1962 presenterade Vattenfall en utbyggnadsplan för Vindelälven med 12 kraftverk, som skulle ge cirka 2 400 GWh/år. Vid 1960-talets slut kulminerade motsättningarna mellan naturskydds- och utbyggnadsintressen, konflikten gällde utbyggnaden av Vindelälven och kallas allmänt striden om Vindelälven. Den blev början till slutet för den svenska vattenkraftsutbyggnaden. I april 1970 beslutade regeringen Palme att Vindelälven inte skulle byggas ut.

## Miljöpåverkan

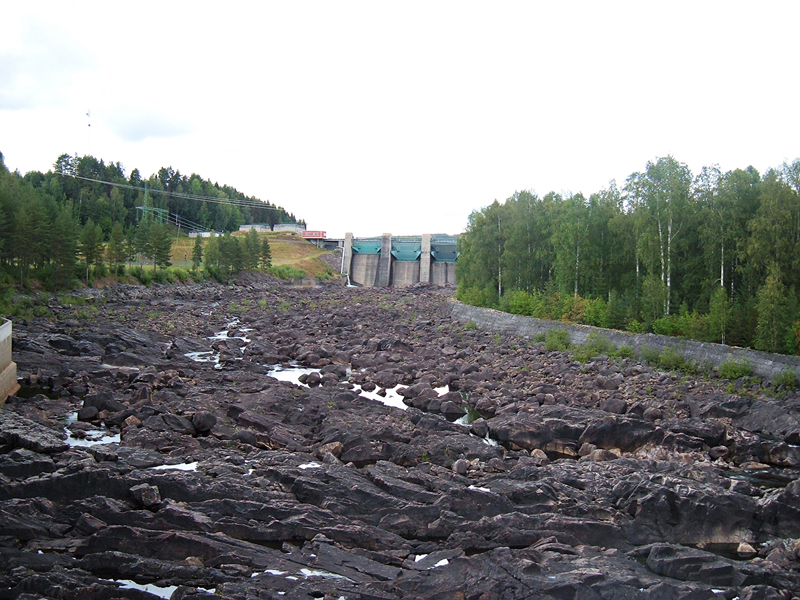
Torrfåra Lasele

Vattenkraften är den största av de kraftkällor med relativt liten påverkan på klimatet, men den med störst negativ inverkan på den biologiska mångfalden.
Kraftverksdammar utgör vandringshinder för de fiskarter som företar vandringar (vanligast lekvandring). Detta gäller till exempel asp, vimma, id, ål, lax, havsöring, färna, nejonögon, sik, harr, öring, röding och elritsa. Flera svenska lax- och havsöringstammar har slagits ut och asp, ål, vimma, flodnejonöga och är upptagna på rödlistan över hotade arter. Vattenkraften anses vara huvudorsaken bakom den snabba utrotningen av ål, då i genomsnitt 70 procent av vuxna ålar dör när de simmar igenom ett vattenkraftverk. Flodpärlmusslan är också starkt hotat till följd av öringens tillbakagång i och med att den lever i fiskens gälar under sitt första levnadsår.
Vattenmagasin med stor regleringshöjd får genom den onaturliga nivåskillnaden mellan hög- och lågvatten ett stört ekosystem. 
Detta beror på att den huvudsakliga produktionen av djur och växter normalt sker vid stranden ned till c:a 6 meters djup. De konstanta svängningarna i vattenstånd gör att näringsämnen transporteras bort från den produktiva strandzonen så att till exempel de norrländska vattenmagasinen drabbas av näringsbrist. Nedströms dammen kommer den gamla strömfåran att vara ömsom torr och ömsom ha högvatten - en förändring i levnadsmiljön som blir svår att anpassa sig till för samtliga arter. I uppströmsdammen får man också en kraftig förändring, där bland annat bottenförhållandena förändras genom sedimentering.
Då mest elektricitet behövs under vintern i Sverige kommer kraftverken att släppa mest vatten under vintern. Detta är raka motsatsen till de naturliga flödesmönstren som normalt har lågvatten under vintern och flödestopp på våren. De förändrade flödesmönstren kan få effekter på fisk och bottenlevande djur genom att vattnet som släpps ofta tappas från botten av vattenmagasinen och därför håller en högre temperatur.[källa behövs] Den höga temperaturen gör att ämnesomsättningen hos organismerna ökar vilket leder till svält då de förbrukar sina vinterreserver i för snabb takt.
I Sverige har det i vattendomarna ålagts kraftverksägarna att motverka detta genom en aktiv fiskevård, bland annat genom utsättning av fiskyngel, främst lax och havsöring. Detta är dock som en form av konstgjord andning, när utsättningarna upphör dör populationen, och den lax vattenkraftsindustrin stödutsätter, har visat sig vara genetiskt utarmad och mottaglig för sjukdomar. De fiskvägar som anlagts har ofta inte haft den effekt man avsett då fisk dels har haft svårt att hitta in i fiskvägen dels har turbinerna dödat eller skadat nedvandrande fiskungar eller urlekta föräldrafiskar. Dödlighet för fiskpassage genom vattenturbiner beror på en rad olika faktorer. Dödligheten varierar mellan 0 och 90 %, framförallt beroende på turbintyp, fallhöjd, fiskart, tunnlars längd och kraftstationstyp.
Dammar kan i vissa fall minska utsläpp av växthusgaser[källa behövs] genom bland annat bevattning, grundvattenförändringar och översvämning ökar arealen med koldioxidinlagrande växter, dels påverkar reduktionsförhållandena vilket gör att mer koldioxid kan bindas i bottensedimenten vid syrgasbrist. För att det ska uppstå syrgasfria förhållanden fordras att näringstillskottet är tillräckligt stort och att syrgastillskottet är litet, vilket kräver stora magasin, med liten vattenomsättning samt mycket växtlighet.
Med dammar utbyggda ekosystem i vattendrag gynnar vissa fiskarter och stammar på de ursprungligas bekostnad: gädda och lake gynnas i magasinen på de strömlevande fiskarnas bekostnad. Fördvärgad sik och röding gynnas på normalstora exemplars bekostnad.